# Simone del Tintore
Simone del Tintore (Lucques, 7 mai 1630 - Lucques, 16 février 1708)  est un peintre italien baroque de la fin du XVIIe et du début du  XVIIIe siècle, actif principalement dans sa ville natale.

## Biographie
En 1652, Simone del Tintore rejoint avec de nombreux artistes, comme Girolamo Scaglia, Antonio Franchi, et son frère Francesco, l'académie sur le principe de la représentation de la nature (Accademia del naturale) de Pietro Paolini.
Il est surtout connu comme peintre de natures mortes.

## Œuvres
- Nature morte sur un banc de pierre,
- Nature morte sur entablement,
- Jeunes femmes avec putti et fruits.